# Gai Veturi Gemin Cicurí
Gai Veturi Gemin Cicurí (en llatí: Gaius Veturius P. f. Geminus Cicurinus) va ser un magistrat romà. Pertanyia a la família patrícia dels Cicurí, una branca de la gens Vetúria. Va ser cònsol l'any 455 aC amb Tit Romili Roc Vaticà. Va fer la guerra amb el seu col·lega als eques als que van derrotar i van prendre molt de botí que no van distribuir entre els soldats sinó que el van vendre per cobrir les necessitats de tresoreria de l'estat. Això li va suposar a ell i a Tit Romili ser acusats l'any següent per Luci Aliè, edil plebeu, i condemnats a pagar una multa de deu mil asos. Cicurí va ser elegit àugur l'any 453 aC per compensar el tracte rebut pels plebeus.